# Jan Thesing
Jan Maria Thesing (* 15. Mai 1924 in Darmstadt; † 27. April 2018) war ein deutscher Chemiker und Manager.

## Leben
Jan Thesing war der Sohn von Irene Thesing, geborene Wiskott, und des Kunstmalers und Zeichners Paul Thesing. Er besuchte die Oberrealschule in Heppenheim (Bergstraße), studierte Chemie an der TH Darmstadt und wurde 1952 bei Clemens Schöpf zum Dr. rer. nat. promoviert. 1955 habilitierte er sich in Darmstadt, wurde Privatdozent und spezialisierte sich auf die Chemie der Indole und war ab 1958 Forschungsleiter bei Merck KGaA. Im Jahr 1963 wurde er außerplanmäßiger Professor, 1971 Honorarprofessor für Organische Chemie der TH Darmstadt. 1966 wurde er stellvertretender Vorstandsvorsitzender der E. Merck AG und (nach Umwandlung) von 1972 bis 1984 stellvertretender Vorsitzender der Geschäftsleitung der E. Merck in Darmstadt, als Forschungsleiter zuständig für pharmazeutische Forschung, Entwicklung und Produktion. Zudem war Thesing von 1972 bis 1989 persönlich haftender Gesellschafter bei Merck Darmstadt.
Thesing fungierte von 1979 bis 1986 als Sprecher des Vorstands der Paul-Martini-Stiftung. Von 1981 bis 1986 war er Vorsitzender des Kuratoriums des Fonds der Chemischen Industrie. Er war bis 2004 Herausgeber von CHEManager bei Wiley-VCH.
Jan Thesing war ab 1947 mit Anne Thesing, geborene Nanz, verheiratet und hatte drei Kinder.
1986/87 war er Präsident der Gesellschaft Deutscher Chemiker.

## Ehrungen
- Ehrenpromotion der Technischen Universität Dortmund, Fakultät für Chemie und Chemische Biologie[7]
- 1989: Carl-Duisberg-Plakette der Gesellschaft Deutscher Chemiker[8]

## Schriften
- Über quartäre Salze von Mannich-Basen. Darmstadt 1952 (Dissertation).
- Trendumkehr in der Arzneimittelforschung. Naturwissenschaften, Band 64, 1977, S. 601–605.
- mit Günther Mohr, Günther Semler: Beiträge zur Chemie des Indols, XIII: Eine neue Synthese 5- und 7-substituierter Indole. Chem. Ber., Band 95, 1962, S. 2205–2211
- mit Herbert Uhrig, Alfred Müller: Darstellung von N-disubstituierten Hydroxylaminen durch Mannich-Reaktionen. Angew. Chem., Band 67, 1955, S. 31–32.